# Tiéoulé Mamadou Konaté
Pour les articles homonymes, voir Konaté.
Tiébilé Konaté est un homme politique malien né à Bamako le 21 février 1933 et mort le 27 octobre 1995.

## Biographie

### Famille
Tiéoulé Konaté est le fils de Mamadou Konaté, premier président de l’Union soudanaise-Rassemblement démocratique africain (US-RDA).

### Carrière politique
Tiéoulé Konaté est ministre des finances et gouverneur de la Banque Centrale du Mali. Il est secrétaire général de l'Organisation des pays d'Afrique, des Caraïbes et du Pacifique (OEACP) et directeur de la coopération technique et de la formation au GATT.
Il est ensuite le candidat de l'US-RDA lors de l’élection présidentielle malienne de 1992. Arrivé deuxième au premier tour (14,51 % des voix), il est battu au second tour, avec 30,99 % des voix, par Alpha Oumar Konaré,.
En 1993, il crée le Bloc pour la démocratie et l'intégration africaine (BDIA, Faso Jiggi en bambara) par scission d’avec l’US-RDA. 
Le 27 octobre 1995, il décède lors d’un accident de voiture,.